# خردی کین
خردی کین (انگلیسی: Gerdie Keen؛ زادهٔ ۱۹۶۹) یک بازیکن تنیس روی میز اهل هلند است. 
وی در مسابقات کشوری و بین‌المللی در مجموع برنده ۱ مدال نقره، ۱ مدال برنز شده‌است.